# Paul Francis Zhang Mingqian
Paul Francis Zhang Mingqian OFM (chiń. 張鳴謙; pinyin Zhāng Míngqiān; ur. 26 października 1917 w Jingmenie, zm. 24 lipca 2005 w Yichangu) – chiński duchowny katolicki, franciszkanin, biskup Yichangu, lekarz, więzień za wiarę.
Był uznawany za legalnego biskupa zarówno przez Stolicę Apostolską jak i rząd ChRL.

## Biografia
Pochodził z katolickiej rodziny z Hubei. W 1938 wstąpił do franciszkańskiego wyższego seminarium duchownego w wikariacie apostolskim Hankou. W 1944 otrzymał święcenia prezbiteriatu i powrócił do rodzinnego wikariatu apostolskiego Yichang. Ponadto Paul Francis Zhang Mingqian uzyskał wykształcenie medyczne i był lekarzem.
W 1947 założył klinikę w Jingmenie, gdzie był również proboszczem. Po nastaniu rządów komunistów pracował w tamtejszym szpitalu. W 1958 lub 1959 Patriotyczne Stowarzyszenie Katolików Chińskich wybrało go swoim ordynariuszem diecezji Yichang. 15 sierpnia 1959 przyjął sakrę biskupią z rąk ekskomunikowanego antybiskupa Hankou Bernardina Donga Guangqinga OFM. Przyjmując sakrę bez zgody papieża ks. Zhang zaciągnął na siebie ekskomunikę latae sententiae. W późniejszych latach pojednał się jednak z papieżem i uzyskał akceptację Stolicy Piotrowej.
W czasie rewolucji kulturalnej skazany został na reedukację przez pracę, jednak dzięki wykształceniu medycznemu uniknął obozu i karę odbył pracując w szpitalu w Yichangu. Zwolniony w 1978, powrócił do diecezji, której przewodził do śmierci w 2005. Jednocześnie do 1982 zawodowo pracował jako lekarz, przekazując swoje zarobki na rzecz seminarzystów, których początkowo nauczał osobiście. Praktykował również potem, udzielając porad medycznych chorym księżom i wiernym.
Dbał o odrodzenie diecezji po rewolucji kulturalnej. Szczególnie zabiegał o formację nowych kapłanów, sióstr zakonnych i wiernych świeckich oraz o budowanie i odzyskiwanie znacjonalizowanych kościołów, również w innych diecezjach prowincji Hubei.